# Paramormia cornuta
Paramormia cornuta är en tvåvingeart som först beskrevs av Nielsen 1964.  Paramormia cornuta ingår i släktet Paramormia och familjen fjärilsmyggor.
Artens utbredningsområde är Kanarieöarna. Inga underarter finns listade i Catalogue of Life.